# Wiener Neustädter Stadion
Wiener Neustädter Stadion – nieistniejący już wielofunkcyjny stadion w mieście Wiener Neustadt, w Austrii. Obiekt istniał w latach 1955–2020. Pod koniec swojego istnienia mógł pomieścić 4300 widzów.

## Historia
Budowa stadionu rozpoczęła się wiosną 1952 roku, a jego otwarcie miało miejsce 19 maja 1955 roku. Na obiekcie swoje spotkania rozgrywali piłkarze klubu 1. Wiener Neustädter SC (pierwszym boiskiem tego klubu było tzw. „Kreisgerichtswiese”, które mieściło się przy Maria-Theresienring, po I wojnie światowej zespół przeniósł się na „Herbstfestplatz”, który mieścił się u zbiegu Neunkirchner Straße i Marktgasse – drużyna występowała tam do czasu otwarcia w 1955 roku nowego stadionu). 14 września 1963 roku na meczu ligowym z Austrią Wiedeń (1:0) padł niepobity już później rekord frekwencji stadionu (12 000 widzów). W sezonie 1964/1965 1. Wiener Neustädter SC dotarł do finału Pucharu Austrii, w którym zmierzył się z Linzer ASK. Pierwsze spotkanie finałowego dwumeczu rozegrano na stadionie w Wiener Neustadt. Gospodarze przegrali 0:1 po golu straconym w 89. minucie. Mecz ten obejrzało z trybun 7000 widzów. W rewanżu w Linzu padł remis 1:1 i trofeum zdobyła tamtejsza drużyna. Dotarcie do finału Pucharu Austrii dało jednak piłkarzom z Wiener Neustadt prawo gry w Pucharze Zdobywców Pucharów w kolejnym sezonie. W pierwszej rundzie drużyna trafiła na klub Știința Kluż. Pierwszy mecz odbył się na stadionie w Wiener Neustadt przy udziale ponad 6500 widzów, a gospodarze ulegli 0:1. W rewanżu również triumfował zespół z Rumunii (2:0), awansując tym samym do kolejnej rundy. W latach 80. XX wieku stadion został zmodernizowany. 22 lipca 1992 roku na obiekcie rozegrano mecz o piłkarski Superpuchar Austrii (Austria Wiedeń – FC Admira/Wacker 1:1 d., k. 5:4). W 2008 roku na stadion wprowadził się drugi klub, FC Magna Wiener Neustadt (powstały po przekształceniu SC Schwanenstadt), a obiekt po raz kolejny zmodernizowano. W 2009 roku doszło do fuzji obydwu drużyn z Wiener Neustadt, w wyniku czego powstał SC Wiener Neustadt. W 2019 roku zespół ten przyjął nazwę 1. Wiener Neustädter SC, nawiązując do tradycji dawnego klubu. W latach 2018–2019 w pobliżu hali sportowej Arena Nova wybudowano w Wiener Neustadt nowy, typowo piłkarski stadion. Stary obiekt rozebrano w 2020 roku, a w jego miejscu mają następnie powstać budynki mieszkalne. Na starym stadionie odbywały się też mecze młodzieżowych reprezentacji Austrii, jak również reprezentacji kobiet. Ponadto obiekt był areną zawodów żużlowych rangi krajowej i międzynarodowej.